# 格雷厄姆·史密斯 (赛艇运动员)
格雷厄姆·史密斯（英語：Graham Smith，1975年6月21日—），英国男子赛艇运动员。他曾代表英国参加世界赛艇锦标赛，获得一枚金牌和一枚银牌。他也曾参加1996年夏季奥林匹克运动会。